# Juan de Herrera, San Juan
Juan de Herrera är en kommun i Dominikanska republiken.   Den ligger i provinsen San Juan, i den centrala delen av landet, 140 km väster om huvudstaden Santo Domingo. Antalet invånare i kommunen är cirka 13 000.
Terrängen runt Juan de Herrera är kuperad norrut, men söderut är den platt. Närmaste större samhälle är San Juan de la Maguana, 7,6 km söder om Juan de Herrera. Omgivningarna runt Juan de Herrera är en mosaik av jordbruksmark och naturlig växtlighet.